# Szymon Tarkowski
Szymon Tarkowski (ur. 15 sierpnia 1978 w Radomiu) – polski kompozytor, autor tekstów,  wokalista oraz basista. Znany jest m.in. z występów w grupach muzycznych Pustki, Transylwania, Wiosna, Ślimak Trio, Batyskaf czy Płyny. Organizator festiwalu jazzowego WUJek. Członek Akademii Fonograficznej ZPAV.
Jego pierwszym instrumentem była gitara klasyczna, ale w wieku 17 lat postanowił zamienić ją na gitarę basową. Jeszcze mieszkając w Radomiu współtworzył hardrockowy zespół Night Rain, będąc jednak coraz bardziej zainteresowany jazzem i nowoczesną muzyką elektroniczną opuścił ten zespół i dołączył do off jazzowej formacji Transylwania. Transylwania zdobyła pewną popularność wśród fanów alternatywnych dźwięków, dzięki specyficznemu połączeniu jazzu, drum’n’bassu i rocka. Obok formacji Robotobibok była uznawana (min. przez miesięcznik Machina) za jednego z najciekawszych przedstawicieli tzw. nowej fali jazzu w Polsce.
Po przeprowadzce do Warszawy i rozstaniu z Transylwanią, został współzałożycielem jazzowej grupy Wiosna a później z częścią muzyków tego zespołu założył także free jazzową formację Ślimak Trio. Wtedy też powstała idea Festiwalu WUJek, czyli corocznego przeglądu off jazzowych grup ze stolicy, który od 2001 roku obywa się cyklicznie w różnych klubach w Warszawie. W 2001 roku wraz z zespołem Wiosna opublikował album 'Prima Aprilis'. Współpracował też sporadycznie z wykonawcami związanymi ze sceną yassową takimi jak RogulusXSzwelas bądź Tymon Tymański.
Po rozpadzie Wiosny na początku 2004 roku założył kolejny jazzowy projekt Batyskaf, eksperymentujący z dźwiękami zarówno jazzowymi, jak i rockowymi i utrzymanymi w stylistyce drum’n’bass. Latem 2004 roku powstaje także formacja Płyny nawiązującą do popu, rocka i reggae.
W 2006 roku ukazała się współwydana przez Tarkowskiego wraz z Fabryką Trzciny składanka zatytułowana WUJek, na której znalazły się między innymi nagrania Wiosny, Batyskafu i Ślimak Trio.
W 2006 roku pismo Aktivist nominowało Tarkowskiego do nagrody Nocne Marki w kategorii 'Event 2006' za organizację w lutym 2006 Festiwalu WUJek.
W kwietniu 2007 ukazała się debiutancka płyta zespołu Płyny opublikowana przez wytwórnię Dream Music, promowana przez singiel "Warszawska Plaża".
W czerwcu 2008 ukazała się druga płyta formacji Płyny, zatytułowana "Rzeszów – St.Tropez", nakładem trójmiejskiej wytwórni Biodro Records.
Wiosną 2007 roku muzyk dołączył do grupy Pustki, z którą opublikował dwa utwory zamieszczone na składance "Wyspiański wyzwala" (wydanej przez Polskie Radio) oraz pełnometrażowe albumy "Koniec Kryzysu" (wydany 17 października 2008 przez Agorę) i "Kalambury" (2009). Tarkowski wystąpił też wraz z Pustkami na koncercie pod hasłem "Najmniejszy Koncert Świata", który został wydany w 2010 roku jako koncertowe DVD.
W marcu 2012 ukazała się trzecia płyta formacji Płyny, zatytułowana "Vacatunes!".

## Dyskografia
- (2001) Wiosna – Prima Aprilis' (Katiusza Pop)
- (2006) Various Artists – WUJek (Fabryka Trzciny)
- (2007) Płyny – Płyny (Dream Music/Pomaton EMI)
- (2008) Płyny – Rzeszów-St.Tropez (Biodro Records)
- (2008) Wyspiański Wyzwala – składanka – dwa utwory zespołu Pustki (Polskie Radio)
- (2008) Pustki – Koniec Kryzysu (Agora)
- (2009) Pustki – Kalambury (Agora)
- (2010)  Pustki – Najmniejszy Koncert Świata – DVD (Agora)
- (2010) Tricphonix Street Band – The Dudes
- (2012) Płyny – Vacatunes! (Thin Man Records
- (2012) Babadag – Babadag (Lado ABC)